# Alberto Magnelli
Alberto Magnelli (Firenze, 1º luglio 1888 – Meudon, 20 aprile 1971) è stato un pittore italiano.

## Biografia
Magnelli intraprese l'attività pittorica nel 1907 . Sin dal 1911 ebbe contatti e fece conoscenza con i futuristi, pur senza mai aderire a tale movimento; frequentò inoltre gli ambienti dell'avanguardia fiorentina Lacerba e La Voce stringendo rapporti di amicizia con Ardengo Soffici.
Nel 1914, durante un viaggio a Parigi con Aldo Palazzeschi, fece la conoscenza di Max Jacob, Apollinaire, Picasso, Fernand Léger, Juan Gris, Alexandre Archipenko e frequentò lo studio di Matisse. Dallo stesso anno la sua pittura assume uno stile sempre più astratto per arrivare nel 1915 a realizzare opere completamente astratte.
Impressionato dalla visione di blocchi di marmo nelle cave di Carrara, crea la serie delle Pietre che nel 1934 esibisce alla Galleria Pierre di Parigi, città dove si trasferisce dal 1931.
Nel 1938 espone alla Galleria il Milione di Milano assieme ad Hans Arp, Domela, Vasilij Vasil'evič Kandinskij, Seligmann, Sophie Taeuber-Arp e Paule Vézelay.
Durante la Seconda guerra mondiale Alberto Magnelli e la moglie Susi Gerson si trasferiscono a Grasse dove formano un circolo con Sonia Delaunay, Arp e Sophie Taeuber, Ferdinand Springer e François Stahly. Durante questo soggiorno Magnelli si dedicò completamente all'astrattismo realizzando anche i rinomati collages, esposti in numerose ed importanti mostre tematiche, nonché i dipinti su ardesia.
Nel 1947 viene presentato da Arp alla prima retrospettiva tenutasi presso la galleria Renè Drouin a Parigi.
Nel 1949 espone alla grande mostra collettiva "Le origini dell'Arte Astratta" tenutasi presso la Galleria Maeght di Parigi.
Nel 1954 tiene una mostra esponendo 100 opere realizzate dal 1914 al 1954 presso il Palazzo delle Belle Arti di Bruxelles, mostra che sarà replicata anche nei Paesi Bassi l'anno seguente, e per la quale vincerà anche il “Prix de la Critique”.
Nel 1955 partecipa alla Biennale di San Paolo in Brasile dove gli viene assegnato il Primo Gran Premio per la Pittura Straniera.
Nel 1957 espone i suoi collages alla Galleria Berggruen di Parigi con presentazione di Léon Degand.
Il dipinto Conversation à deux n. 1, realizzato nel 1956 ed esposto per un anno al Solomon Guggenheim Museum di New York, si aggiudicò nel 1958 il premio Guggenheim per l'Italia ed andò a confluire per acquisizione nella collezione della Galleria Nazionale d'Arte Moderna di Roma.
Nel 1986 mostra personale, dedicata esclusivamente ad una selezione di collages ed ardesie, dapprima al Museo d'Arte Moderna Centre Georges Pompidou di Parigi e successivamente al Museo della Pittura e Scultura di Grenoble.
Partecipa alle più importanti rassegne internazionali di Arte Astratta nonché a Biennali di Venezia, Quadriennali di Roma e Documenta di Kassel ed espone tra l'altro a Parigi, Amburgo, Berlino, Oslo, Copenaghen, Lisbona, Liegi, Londra, Dublino, Strasburgo, Innsbruck, Essen, Zurigo, Basilea, Ginevra, San Paolo del Brasile, Rio de Janeiro, Bruxelles, Eindhoven, New York, con grandi retrospettive.
Artista di carattere internazionale è considerato uno dei capiscuola e primi iniziatori dell'Astrattismo europeo, nonché pioniere dell'astrattismo in Italia assieme a Enrico Prampolini, Mauro Reggiani e Atanasio Soldati.

## Stile
Magnelli fu un attento studioso dei Grandi Maestri toscani del Trecento e Quattrocento ed iniziò a dipingere da autodidatta sin dal 1907 in stile postimpressionista.
Nel 1914 soggiornò a Parigi e nello stesso anno passa all'astrattismo per realizzare nel 1915 dipinti completamente astratti con forme geometriche che sono tra i primi esempi di questo genere di ricerca.
Nel 1918 realizza le esplosioni liriche, dipinti astratti dove emerge con vigore la forza espressiva del colore ma dove si intravedono anche figure umane. In seguito elabora una personale visione della pittura creando una corrente che lui stesso ha definito realismo immaginario, dipingendo in modo rigoroso figure, paesaggi, barche ed alcune nature morte.
Negli anni 30 torna definitivamente all'astrattismo con forme geometriche passando, dopo un viaggio a Carrara, dallo studio di masse pesanti dai volumi leggeri sospese nell'aria.

## Principali mostre
- Biennale di Venezia (1910)
- Galleria Materassi, Firenze (1921)
- Lefévre Gallery, Londra (1923)
- Biennale di Venezia (1928)
- Galleria Pesaro, Milano (1929)
- Biennale di Venezia (1930)
- Galleria Bellenghi, Firenze (1930)
- I Quadriennale di Roma (1931)
- Biennale di Venezia (1932)
- Galerie Pierre, Parigi (1934)
- Nierendorf Gallery, New York (1937)
- Galleria Il Milione, Milano (1938)
- Boyer Galleries, New York (1938)
- Guggenheim Young Gallery, Londra (1938)
- I Salon des Réalités Nouvelles, Parigi (1939)
- II Quadriennale di Roma (1935)
- Galerie René Drouin, Parigi (1945)
- Galleria d'Arte Moderna, Basilea (1946)
- Victor Weddington Galleries, Dublino (1946)
- II Salon des Réalités Nouvelles, Parigi (1946)
- Galerie René Drouin, Parigi (1947)
- Galleria Denise René, Parigi (1949)
- Galerie Maeght, Parigi (1949)
- Galerie 16, Zurigo (1950)
- Biennale di Venezia (1950)
- Biennale di San Paolo (1951)
- Palazzo delle Belle Arti, Bruxelles (1954)
- Stedelijk van Abbe Museum, Eindhoven (1955)
- Biennale di San Paolo (1955)
- Documenta, Kassel (1955)
- Galleria Berggruen, Parigi (1957)
- Solomon Guggenheim Museum, New York (1958)
- Documenta II, Kassel (1959)
- Galerie de France, Parigi (1959)
- Galerie Buck, Copenaghen (1959)
- Biennale di Venezia (1960)
- Kunsthaus, Zurigo (1963)
- Palazzo Strozzi, Firenze (1963)
- Museum Folkwang, Essen (1964)
- Museo dell'arte moderna, Parigi (1968)
- Galleria Lorenzelli, Bergamo (1969)
- Musée de l'Ancienne Douane, Strasburgo (1969)
- Galerie XX siècle, Parigi (1969)
- Galerie Krugier, Ginevra (1971)
- Palazzo delle Belle Arti, Bruxelles (1972)
- X Quadriennale di Roma (1973)
- Musée d'art moderne de la Ville de Paris, Parigi (1973)
- Musée de Peinture et de Sculpture, Grenoble (1975)
- Kunsthaus Zürich (1977)
- Lorenzelli Arte, Milano (1983)
- Museo dell'Arte Moderna, Centre Georges Pompidou, Parigi (1986)
- Musée de Peinture et de Sculpture, Grenoble (1986, 1987)
- Musée d'Art moderne de Saint-Etienne (1988)
- Centro Culturale Chiesa Anglicana, Bordighera (1994-1995)
- Galerie Denise René, Parigi (1999)
- Museum Würth, Künzelsau (2000)
- Marlborough, Monaco (2004)
- Marlborough, New York (2006)
- Palazzo Magnani, Reggio Emilia (2006-2007)
- Galleria Civica d'Arte Moderna e Contemporanea di Torino (2007-2008)
- Chelsea Art Museum, New York City (2008)
- Museu de Arte Contemporânea da Universidade de São Paulo (2010)
- Centro Cultural Banco do Brasil - CCBB - Rio de Janeiro (2010)
- Museo Civico Villa dei Cedri, Bellinzona (2010)
- Museum Würth, Künzelsau (2010)
- Musée Rath, Ginevra (2011)
- Musée de l'abbaye Sainte-Croix, Les Sables d'Olonne (2012)
- Musée d'Art Moderne de la Ville de Paris (2012)
- Museum Liner, Appenzell (2012)
- Musée d'Ixelles, Bruxelles (2013)
- Musée des beaux-arts de La Chaux-de-Fonds, Neuchâtel (2013)